# Championnat de Ligue Professionelle 1 2023-2024
La Ligue Professionelle 1 2023-2024 è stata la 98ª edizione della massima serie del campionato di calcio della Tunisia. La stagione è iniziata il 19 agosto 2023 e si è conclusa il 20 giugno 2024.
L'Étoile du Sahel era la squadra campione in carica, avendo vinto il suo undicesimo titolo nella stagione 2022-2023. Il campionato è stato vinto dall'Espérance, al suo trentatreesimo titolo nazionale. 

## Stagione

### Novità
Dalla stagione precedente sono state retrocesse Sidi Bouzid e Hammam Sousse, ultime due classificate del girone retrocessione. Al loro posto, dalla Ligue 2 sono stati promossi Avenir Marsa e Gafsa, vincitori dei rispettivi gironi.

### Formula
Le 14 squadre partecipanti sono divise in due gironi da 7 squadre che giocano con partite di andata e ritorno, per un totale di 14 giornate. 
Al termine di esse, le prime tre classificate di ogni girone si qualificano per il gruppo scudetto, un ulteriore girone da 6 squadre che giocano andata e ritorno, per un totale di 10 ulteriori giornate. La prima classificata è campione di Tunisia e si qualifica per la CAF Champions League 2024-2025 insieme con la seconda, mentre la terza classificata si qualifica per la Coppa della Confederazione CAF 2024-2025.
Le altre quattro squadre di ognuno dei due gironi si qualificano invece per il gruppo retrocessione, un girone da 8 squadre che giocano andata e ritorno, per un totale di 14 ulteriori giornate. Le ultime due classificate al termine di questo girone sono retrocesse in Ligue Professionelle 2.

## Squadre partecipanti
| Squadra            | Città       | Stagione precedente                     |
| ------------------ | ----------- | --------------------------------------- |
| Avenir Marsa       | Tunisi      | 1° in Ligue Professionelle 2 - Girone A |
| Avenir Soliman     | Soliman     | 11° in Ligue Professionelle 1           |
| Bizertin           | Biserta     | 10° in Ligue Professionelle 1           |
| Club Africain      | Tunisi      | 3° in Ligue Professionelle 1            |
| Étoile de Métlaoui | Métlaoui    | 12° in Ligue Professionelle 1           |
| Étoile du Sahel    | Susa        | Campione di Tunisia                     |
| Espérance          | Tunisi      | 2° in Ligue Professionelle 1            |
| Gafsa              | Gafsa       | 1° in Ligue Professionelle 2 - Girone B |
| Olympique Béja     | Béja        | 7° in Ligue Professionelle 1            |
| Sfaxien            | Sfax        | 6° in Ligue Professionelle 1            |
| Stade Tunisien     | Tunisi      | 9° in Ligue Professionelle 1            |
| Ben Guerdane       | Ben Gardane | 5° in Ligue Professionelle 1            |
| Monastir           | Monastir    | 4° in Ligue Professionelle 1            |
| Tataouine          | Tataouine   | 8° in Ligue Professionelle 1            |

## Girone A

### Classifica
|  | Pos. | Squadra         | Pt | G  | V | N | P  | GF | GS | DR  |
|  | ---- | --------------- | -- | -- | - | - | -- | -- | -- | --- |
|  | 1.   | Étoile du Sahel | 25 | 12 | 7 | 4 | 1  | 15 | 5  | +10 |
|  | 2.   | Stade Tunisien  | 24 | 12 | 7 | 3 | 2  | 18 | 10 | +8  |
|  | 3.   | Club Africain   | 24 | 12 | 7 | 3 | 2  | 14 | 7  | +7  |
|  | 4.   | Ben Guerdane    | 15 | 12 | 4 | 3 | 5  | 13 | 11 | +2  |
|  | 5.   | Olympique Béja  | 14 | 12 | 4 | 2 | 6  | 8  | 14 | -6  |
|  | 6.   | Gafsa           | 12 | 12 | 3 | 3 | 6  | 9  | 18 | -9  |
|  | 7.   | Avenir Soliman  | 3  | 12 | 1 | 0 | 11 | 7  | 19 | -12 |

Legenda:
      Ammesse al Gruppo scudetto
      Ammesse al Gruppo retrocessione
Note:

Tre punti a vittoria, uno a pareggio, zero a sconfitta.
In caso di arrivo di due o più squadre a pari punti, la graduatoria verrà stilata secondo la classifica avulsa tra le squadre interessate che prevede, in ordine, i seguenti criteri:
- Punti generali
- Differenza reti generale
- Reti realizzate in generale
- Partite vinte in generale
- Partite vinte in trasferta
- Punti negli scontri diretti
- Differenza reti negli scontri diretti
- Differenza reti generale
- Sorteggio

## Girone B

### Classifica
|  | Pos. | Squadra            | Pt | G  | V  | N | P | GF | GS | DR  |
|  | ---- | ------------------ | -- | -- | -- | - | - | -- | -- | --- |
|  | 1.   | Espérance          | 32 | 12 | 10 | 2 | 0 | 20 | 5  | +15 |
|  | 2.   | Monastir           | 26 | 12 | 8  | 2 | 2 | 22 | 9  | +13 |
|  | 3.   | Sfaxien            | 20 | 12 | 6  | 2 | 4 | 12 | 4  | +8  |
|  | 4.   | Bizertin           | 16 | 12 | 4  | 4 | 4 | 12 | 13 | -1  |
|  | 5.   | Étoile de Métlaoui | 9  | 12 | 2  | 3 | 7 | 10 | 20 | -10 |
|  | 6.   | Tataouine          | 9  | 12 | 2  | 3 | 7 | 6  | 17 | -11 |
|  | 7.   | Avenir Marsa       | 5  | 12 | 1  | 2 | 9 | 4  | 18 | -14 |

Legenda:
      Ammesse al Gruppo scudetto
      Ammesse al Gruppo retrocessione
Note:

Tre punti a vittoria, uno a pareggio, zero a sconfitta.
In caso di arrivo di due o più squadre a pari punti, la graduatoria verrà stilata secondo la classifica avulsa tra le squadre interessate che prevede, in ordine, i seguenti criteri:
- Punti generali
- Differenza reti generale
- Reti realizzate in generale
- Partite vinte in generale
- Partite vinte in trasferta
- Punti negli scontri diretti
- Differenza reti negli scontri diretti
- Differenza reti generale
- Sorteggio

## Gruppo scudetto

### Classifica finale
|                    | Pos. | Squadra         | Pt | G  | V | N | P | GF | GS | DR |
| ------------------ | ---- | --------------- | -- | -- | - | - | - | -- | -- | -- |
| Tunisia (bandiera) | 1.   | Espérance       | 24 | 10 | 6 | 3 | 1 | 13 | 7  | +6 |
|                    | 2.   | Monastir        | 16 | 10 | 6 | 5 | 2 | 8  | 5  | +3 |
|                    | 3.   | Sfaxien         | 13 | 10 | 2 | 6 | 2 | 6  | 5  | +1 |
|                    | 4.   | Stade Tunisien  | 13 | 10 | 1 | 8 | 1 | 5  | 5  | 0  |
|                    | 5.   | Étoile du Sahel | 10 | 10 | 0 | 7 | 3 | 4  | 7  | -3 |
|                    | 6.   | Club Africain   | 9  | 10 | 1 | 5 | 4 | 4  | 11 | -7 |

Legenda:
      Campione di Tunisia e qualificata per la CAF Champions League 2024-2025
      Qualificata per la CAF Champions League 2024-2025
      Qualificata per la Coppa della Confederazione CAF 2024-2025
Note:

Tre punti a vittoria, uno a pareggio, zero a sconfitta.

## Gruppo retrocessione

### Classifica finale
|  | Pos. | Squadra            | Pt | G  | V | N | P | GF | GS | DR  |
|  | ---- | ------------------ | -- | -- | - | - | - | -- | -- | --- |
|  | 7.   | Olympique Béja     | 30 | 14 | 8 | 3 | 3 | 21 | 9  | +12 |
|  | 8.   | Bizertin           | 27 | 14 | 6 | 5 | 3 | 17 | 10 | +7  |
|  | 9.   | Gafsa              | 21 | 14 | 5 | 4 | 5 | 11 | 11 | 0   |
|  | 10.  | Tataouine          | 21 | 14 | 5 | 4 | 5 | 11 | 16 | -5  |
|  | 11.  | Étoile de Métlaoui | 20 | 14 | 4 | 5 | 5 | 15 | 17 | -2  |
|  | 12.  | Ben Guerdane       | 19 | 14 | 4 | 3 | 7 | 12 | 15 | -3  |
|  | 13.  | Avenir Soliman     | 19 | 14 | 6 | 1 | 7 | 13 | 15 | -2  |
|  | 14.  | Avenir Marsa       | 16 | 14 | 5 | 1 | 8 | 13 | 20 | -7  |

Legenda:
      Retrocessa in Ligue Professionelle 2 2024-2025
Note:

Tre punti a vittoria, uno a pareggio, zero a sconfitta.